# NGC 7282
NGC 7282 (również PGC 68843 lub UGC 12034) – galaktyka spiralna z poprzeczką (SBb), znajdująca się w gwiazdozbiorze Jaszczurki. Odkrył ją Édouard Jean-Marie Stephan 2 października 1878 roku.